# جولي جونستون (كاتبة)
جولي جونستون (بالإنجليزية: Julie Johnston)‏ (1941)؛ كاتِبة مُتخصِّصة في أدب الأطفال وروائية كندية.